# Zmorsznik rudonogi
Zmorsznik rudonogi (Anoplodera rufipes) – gatunek chrząszcza z rodziny kózkowatych. Zamieszkuje południową i południowo-wschodnią Europę. W Polsce występuje na terenie całego kraju z wyjątkiem obszarów wysokogórskich.